# Gare centrale de Wuppertal
La gare centrale de Wuppertal (en allemand : Wuppertal Hauptbahnhof) est une gare ferroviaire allemande, située au centre-ville de Wuppertal, dans le land de Rhénanie-du-Nord-Westphalie. 
Elle était la gare de la ville independante d'Elberfeld.

## Situation ferroviaire
La gare est située sur les deux lignes entre Düsseldorf/Cologne et Dortmund (Düsseldorf à Elberfeld et Elberfeld à Dortmund).

## Services des voyageurs

### Desserte
| Ligne  | Trajet | Fréquence |
| ------ | --- | --------- |
| ICE 10 | Berlin Obf et Hbf - Hanovre Hbf - Hamm - Hagen Hbf - Wuppertal Hbf - Cologne Hbf – Bonn Hbf - Coblence Hbf - Trèves Bf |           |
| ICE 31 | Kiel Hbf - Hambourg Hbf - Brême Hbf - Münster - Dortmund Hbf - Hagen Hbf - Wuppertal Hbf - Cologne Hbf – Bonn Hbf - Coblence - Mayence Hbf - Francfort aéroport et Hbf - (Würzburg Hbf – Nürnberg Hbf – Regensburg Hbf) ou (Mannheim Hbf – Karlsruhe Hbf – Fribourg Hbf – Basel Bad Bf – Basel SBB) |           |
| ICE 43 | Hanovre – Bielefeld – Hamm (Westf) – Dortmund – Hagen – Wuppertal – Solingen – Köln – Siegburg/Bonn – Frankfurt aéroport – Mannheim – Karlsruhe – Freiburg – Basel Bad Bf – Basel SBB |           |
| ICE 91 | Dortmund - Hagen – Wuppertal – Solingen - Köln – Koblenz – Mainz – Frankfurt aéroport – Frankfurt Hbf – Hanau Hbf – (Aschaffenburg) – Würzburg – Nürnberg – Regensburg – Passau – Wien Westbahnhof                                                                                                  |           |